# Brésil colonial
Pour les articles homonymes, voir Brésil (homonymie).
1500–1815
Entités précédentes :
- Préhistoire du Brésil

Entités suivantes :
- Royaume-Uni du Portugal, du Brésil et de l'Algarve

Le Brésil colonial correspond à l'histoire du Brésil couvrant la période allant de 1500, année de l'arrivée des Portugais sur ce territoire, à 1815. Sa superficie était de 8 100 200 km2 en 1750.
En 1815, est institué le Royaume uni de Portugal, du Brésil et des Algarves qui succède à la Vice-royauté du Brésil ((pt) Vice-reino do Brasil), qui prend fin entre 1822, année de l'indépendance, et 1825, année de la reconnaissance par Lisbonne du Brésil impérial.
Au cours de plus de trois siècles d'histoire du Brésil colonial, le développement économique de ce vaste territoire reposa d'abord sur l'exploitation du bois-brésil (XVIe siècle), puis sur la production de sucre (XVIe au XVIIIe siècles) et, enfin, sur la recherche d'or et de diamants (XVIIIe siècle). Les esclaves, en particulier ceux venus d'Afrique, fournissaient la plus grande partie de la main-d’œuvre de l'économie brésilo-portugaise.
Contrairement aux anciennes colonies espagnoles voisines qui se sont fragmentées, l'ancienne colonie portugaise a gardé son intégrité territoriale et son unité linguistique après son indépendance, donnant lieu à la création du plus grand pays de la région, le Brésil.

## Le début de l'ère coloniale (1500-1530)
Le Portugal et l'Espagne ont été les pionniers européens de la découverte des routes maritimes qui ont permis de relier entre eux tous les continents du monde, marquant le début du processus de mondialisation. En plus d'être une période aventureuse de découverte et de colonisation de terres lointaines, ces années connaissent d'importants progrès en cartographie, construction navale et instruments de navigation, domaines dans lesquels explorateurs portugais et espagnols ont pris rapidement l'avantage.
En 1494, les deux royaumes de la péninsule Ibérique se partagent le nouveau monde par le traité de Tordesillas et, en 1500, le navigateur Pedro Alvares Cabral débarque sur l'actuel Brésil et tout de suite en prend possession au nom du roi Manuel Ier de Portugal. Les Portugais commencent très vite à exploiter le bois-brésil pour la qualité de son bois et le colorant rouge qu'il contient.

### L'époque de l'exploration
La découverte du Brésil par les Européens a été précédée par une série de traités entre les rois du Portugal et de Castille, qui étaient les souverains des deux principales puissances maritimes à l'époque. Le plus important de ces traités est le traité de Tordesillas, signé en 1494, qui crée le « méridien de Tordesillas », divisant le monde entre ces deux royaumes. Toutes les terres découvertes ou à découvrir à l'est de ce méridien doivent devenir biens du Portugal, toutes celles à l'ouest, de l'Espagne.
Le méridien de Tordesillas partage l'Amérique du Sud en deux parties, laissant une grande partie des terres à exploiter aux Espagnols. Le traité de Tordesillas est sans doute l'événement le plus décisif de toute l'histoire du Brésil, car il est le seul à décider qu'une partie de l'Amérique du Sud doit être colonisée par le Portugal et non l'Espagne.

### Découverte et premiers peuplements
Le 22 avril 1500, sous le règne de Manuel Ier, une flotte dirigée par le navigateur Pedro Alvares Cabral débarque au Brésil et en prend possession au nom du roi. Bien qu'on débatte encore pour savoir si des explorateurs portugais avaient pris pied antérieurement au Brésil, cette date est largement acceptée comme le jour de la découverte du territoire par les Européens. Cabral était à la tête d'une flotte de 13 navires et de plus de 1 000 hommes empruntant le chemin suivi par Vasco de Gama pour se rendre en Inde en contournant l'Afrique. Le point d'arrivée de Cabral est maintenant connu sous le nom de Porto Seguro dans le nord du Brésil.
Après le voyage de Cabral, le Portugal concentre ses efforts sur ses possessions lucratives en Afrique et en Inde et s'intéresse peu au Brésil. Entre 1500 et 1530, relativement peu d'expéditions portugaises viennent en explorer  les côtes ou récupérer le bois. En Europe, ce bois est utilisé pour produire un colorant utilisé pour teinter les textiles de luxe. Pour récupérer le bois de cette forêt tropicale humide, les Portugais et autres Européens comptent sur le travail des indigènes, qui travaillent en échange de produits européens comme des miroirs, des ciseaux, des couteaux et des haches.

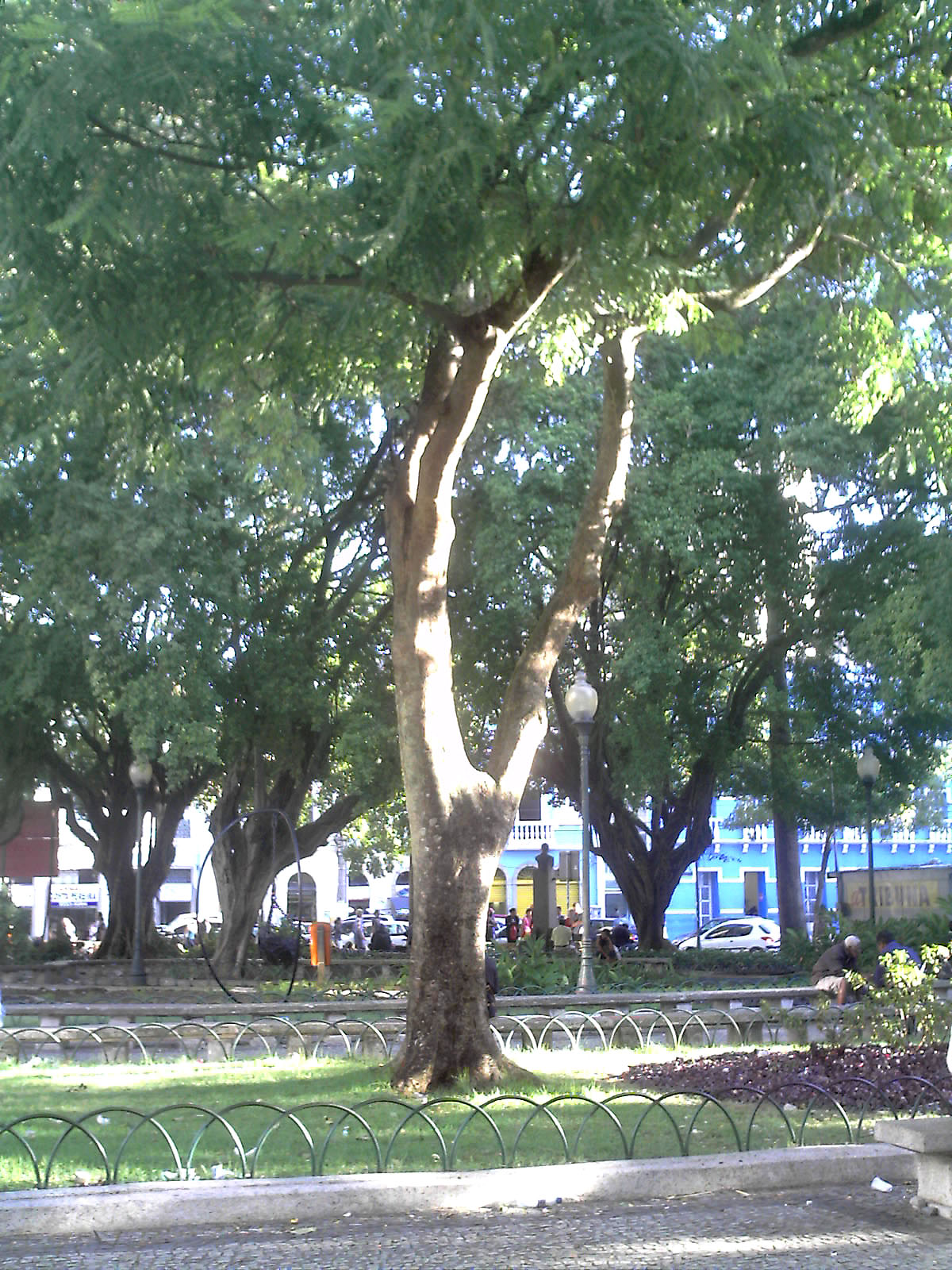
Le bois-brésil, qui a donné son nom au Brésil, a un bois sombre recherché et fournit une teinture rouge.

À ce stade précoce de la colonisation, mais aussi plus tard, les Portugais comptent souvent sur l'aide d'aventuriers européens qui vivent avec les Aborigènes et qui en connaissent les langues et la culture. Les plus célèbres d'entre eux étaient les Portugais João Ramalho, qui a vécu parmi les Guaianaz près de l'actuel São Paulo, et Diogo Álvares Correia, surnommé Caramuru, qui a vécu parmi les indigènes Tupinamba près de Salvador de Bahia.
Comme le temps passe, les Portugais réalisent que certains pays européens, en particulier la France, envoient  également des expéditions vers le nouveau pays pour en ramener du bois-brésil. Préoccupée par les incursions étrangères et espérant découvrir des richesses minières, la couronne portugaise décide d'envoyer des missions de grande envergure pour prendre possession de la terre et combattre les Français. En 1530, une expédition menée par Martim Afonso de Sousa arrive à patrouiller tout le long de la côte, à en chasser les Français et à créer les premiers villages coloniaux, comme São Vicente, situé sur la côte.

## Colonisation
Dans un premier temps, le Brésil met en place une quinzaine de capitaineries héréditaires privées. Celle de Pernambouc réussit dans la culture de la canne à sucre. Celle de São Vicente prospère en vendant les autochtones comme esclaves. Les treize autres capitaineries échouent, conduisant le roi à faire de la colonisation une affaire royale plutôt qu'une affaire privée. En 1549, Tomé de Sousa fait voile vers le Brésil pour créer un gouvernement central. De Sousa amène avec lui des Jésuites, qui créent des missions, sauvent beaucoup d'indigènes de l'esclavage, étudient les langues indigènes et convertissent au catholicisme de nombreux autochtones. Les travaux des Jésuites pour pacifier une tribu hostile aide les Portugais à chasser les Français installés sur une colonie établie sur l'actuelle Rio de Janeiro,.

### Capitaineries

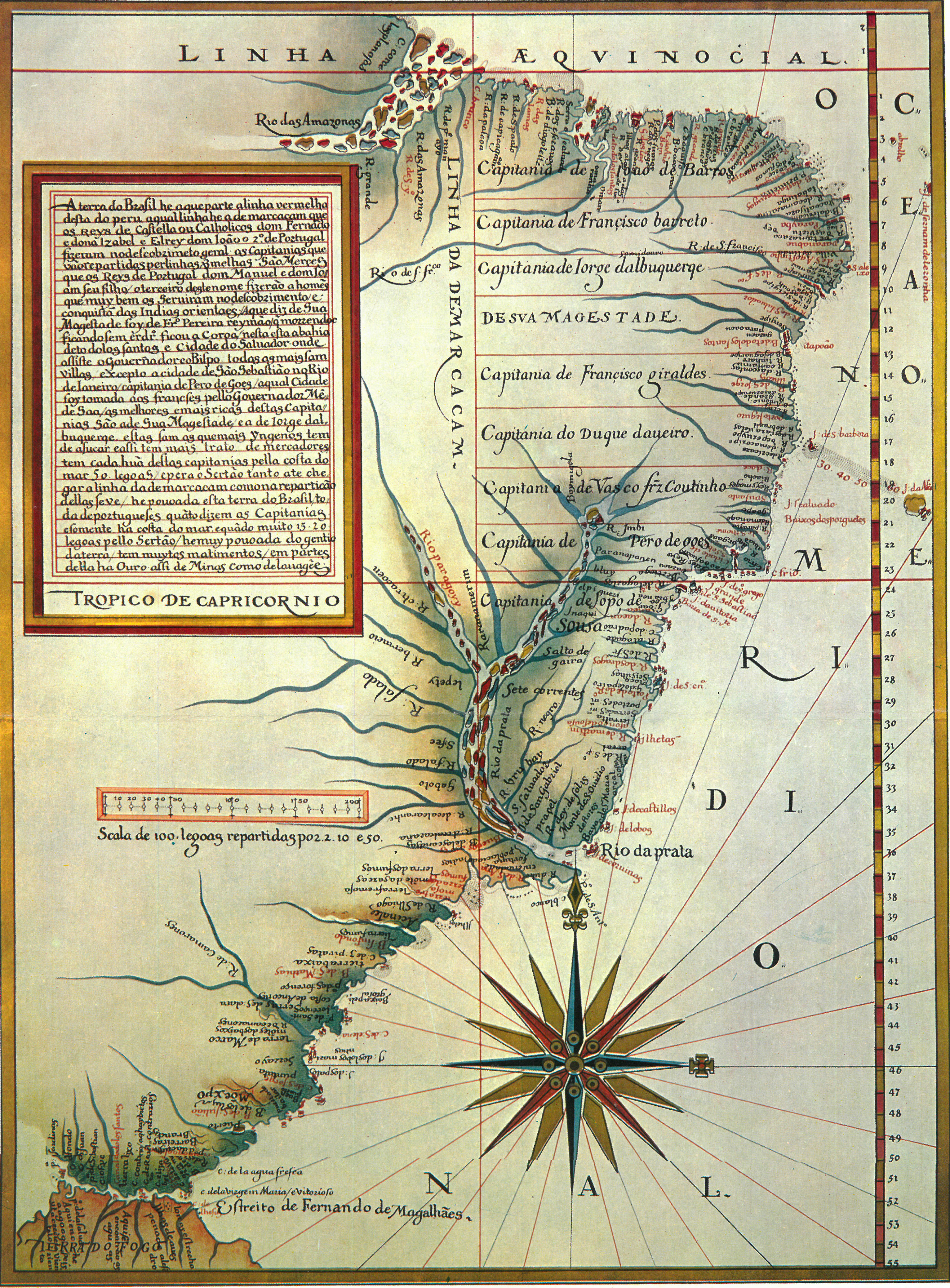
Carte (1574) de Luís Teixeira, montrant la localisation des capitaineries brésiliennes.

Pour coloniser le Brésil, le Portugal commence par créer des Capitanias Hereditárias (capitaineries héréditaires), système qui a déjà été utilisé avec succès dans la colonisation de l'île de Madère. Les coûts de la colonisation étant transférés au secteur privé permettent à la couronne portugaise de faire d'importantes économies. Aussi, entre 1534 et 1536 le roi Jean III partage le Brésil en 15 capitaineries qui sont attribuées aux nobles portugais qui en veulent et ont les moyens d'administrer et d'explorer leur concession. Les capitaines bénéficient d'amples pouvoirs pour administrer et tirer profit de leurs possessions.
Des 15 capitaineries d'origine, seulement deux, Pernambouc et São Vicente, peuvent prospérer. L'échec de la plupart des autres capitaineries est lié à la résistance des peuples autochtones, aux naufrages et aux conflits internes entre les colonisateurs. Pernambouc, la capitainerie qui a le mieux réussi, appartient à Duarte Coelho, qui a fondé la ville d'Olinda en 1536. Sa capitainerie prospère avec la construction de sucreries à partir de 1542. Le sucre est une marchandise qui se vend très bien en Europe et sa production devient la principale ressource du pays au cours des 150 années suivantes.
La capitainerie de São Vicente, propriété de Martim Afonso de Sousa, produit aussi du sucre mais sa principale activité économique est la traite des esclaves autochtones.

### Gouvernement général
À la suite de l'échec de la plupart des capitaineries et face à la présence menaçante de navires français sur les côtes brésiliennes, le gouvernement du roi Jean III décide de faire de la colonisation du Brésil une entreprise royale. En 1549, une grande flotte dirigée par Tomé de Sousa met les voiles sur le Brésil où il est chargé d'établir un gouvernement central dans la colonie. Tomé de Sousa, le premier gouverneur général du Brésil, a des instructions détaillées, préparées par l'entourage du roi, sur la façon d'administrer et de favoriser le développement de la colonie. Son premier acte est la fondation de la capitale, Salvador da Bahia, dans le nord du Brésil, dans l'état actuel de Bahia. La ville est construite sur les pentes d'une colline surplombant la baie de Todos-os-Santos (Tous les Saints) et est divisée en une zone supérieure administrative et une zone inférieure commerciale avec un port. Tomé de Sousa visite également les capitaineries pour réparer les villages et  réorganiser leurs économies. En 1551, la colonie devient un diocèse dont le siège est à Salvador.
Le deuxième gouverneur général, Duarte da Costa (1553-1557), connait des conflits avec les Amérindiens et de graves différends avec des colons et l'évêque. Les guerres contre les indigènes autour de Salvador absorbent une grande partie de son gouvernement. Le fait que le premier évêque du Brésil, Pero Fernandes Sardinha, soit tué et mangé par les indigènes Caeté après un naufrage en 1556 illustre à quel point la situation est tendue entre les Portugais et de nombreux autochtones.

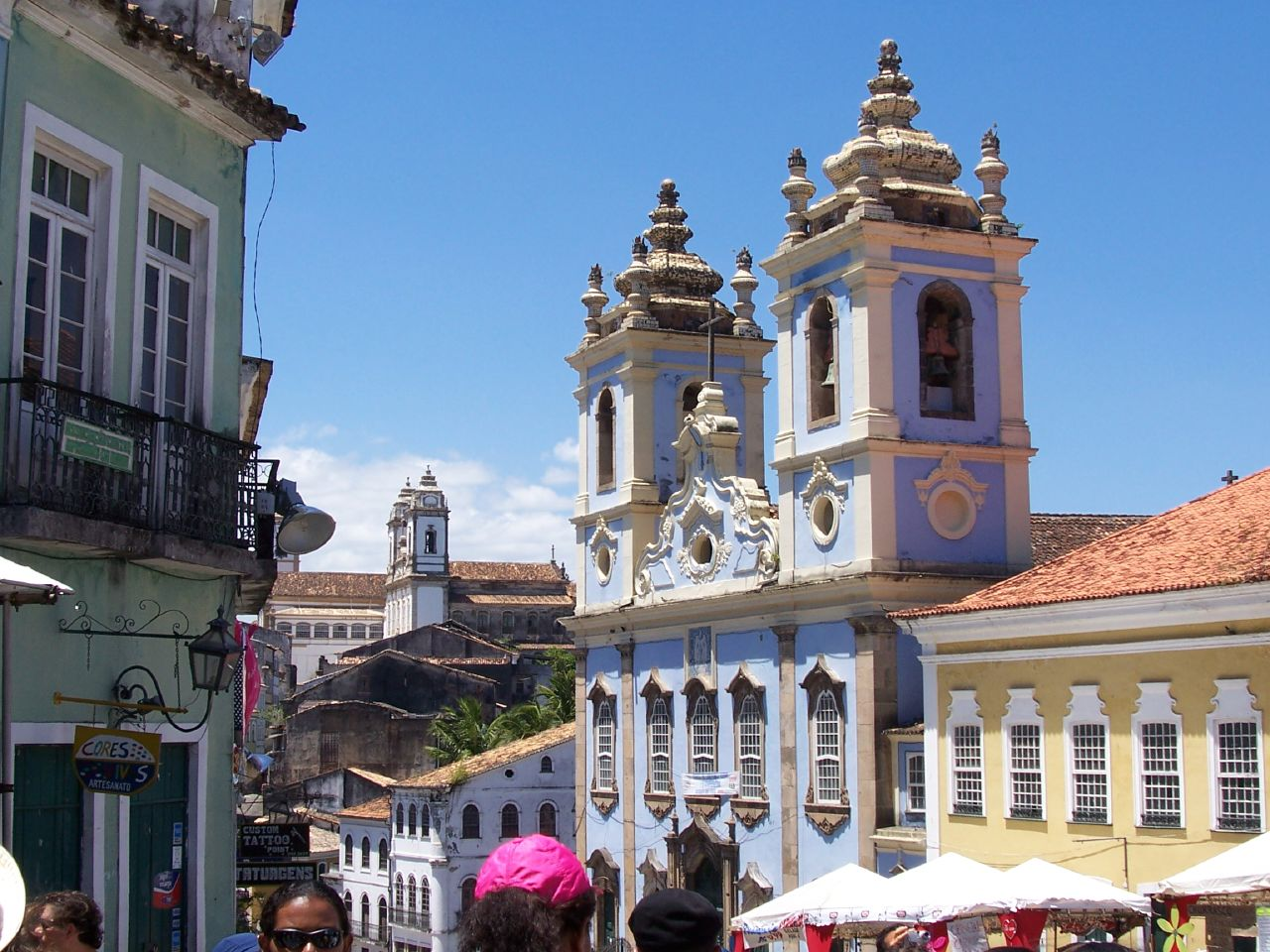
Le centre historique de Salvador de Bahia a une architecture typiquement portugaise.

Le troisième gouverneur général du Brésil est Mem de Sá (1557-1573), un administrateur efficace qui réussit à vaincre les Aborigènes et, avec l'aide des jésuites, à expulser les calvinistes français qui ont établi une colonie à Rio de Janeiro (la France antarctique). Son neveu, Estácio de Sá, fonda la ville de Rio de Janeiro en 1565.
La grande taille du Brésil conduit à la division de la colonie en deux Estados (États) en 1621, lorsque le roi Philippe II crée l’Estado do Brasil, la plus importante colonie qui a Salvador comme capitale, et l’Estado do Maranhão, avec São Luís comme capitale. L'état du Maranhão est divisé en 1737 en Estado do Maranhão e Piauí et Estado do Grão-Pará e Rio Negro avec Belém do Parácomme capitale. Chaque état est dirigé par un gouverneur.
Après 1640, les gouverneurs du Brésil sont des nobles de haut rang qui commencent à utiliser le titre de vice-rei (vice-roi). En 1763, la capitale de l’Estado do Brazil est transférée de Salvador à Rio de Janeiro. En 1775, les trois États (Brésil, Maranhão et Grão-Pará) sont unifiés dans la vice-royauté du Brésil, avec Rio de Janeiro comme capitale, et le titre de représentant du roi est officiellement remplacé par celui de vice-roi du Brésil.
Comme au Portugal, chaque village et ville colonial a un conseil municipal (Câmara Municipal), dont les membres sont des personnalités de la société coloniale (propriétaires terriens, commerçants, marchands d'esclaves). Les conseils municipaux coloniaux sont responsables de la réglementation du commerce, des infrastructures publiques, des artisans, des prisons, etc.

### Les missions des Jésuites
Tomé de Sousa, premier gouverneur général du Brésil, amène avec lui le premier groupe de jésuites de la colonie. Plus que tout autre ordre religieux, les Jésuites représentent le côté spirituel de la colonisation et jouent un rôle central dans l'histoire coloniale du Brésil. La conversion au catholicisme sert de justification importante aux conquêtes des Portugais et les Jésuites sont officiellement soutenus par le roi, qui ordonne à Tomé de Sousa de leur donner tout le soutien nécessaire pour christianiser les peuples autochtones.
Les premiers jésuites, guidés par le père Manuel da Nóbrega et des personnalités comme Juan de Navarro Azpilcueta, Leonardo Nunes et plus tard José de Anchieta, fondent les premières missions jésuites à Salvador et à São Paulo dos Campos Piratininga qui sert de point de départ à la ville de São Paulo. Nóbrega et Anchieta  contribuent à la défaite des colons français de l'Antarctique grâce à leur pacification des indigènes Tamoio, qui ont déjà combattu les Portugais. Les jésuites prennent part à la fondation de la ville de Rio de Janeiro en 1565.
Le succès des Jésuites dans la conversion des peuples autochtones au catholicisme est lié à leur capacité à comprendre la culture autochtone, en particulier la langue. La première grammaire de langue Tupi est réalisée par José de Anchieta et imprimée à Coimbra en 1595. Les jésuites réunissent souvent les Aborigènes dans des collectivités où ils travaillent pour la communauté et sont évangélisés,,.
Les jésuites ont de fréquentes disputes avec d'autres colons qui veulent asservir les indigènes. L'action des Jésuites sauve beaucoup d'indigènes de l'esclavage, mais perturbe aussi leur mode de vie ancestral et, par inadvertance, contribue à la propagation des maladies infectieuses contre lesquelles les indigènes n'ont pas de défenses naturelles. Le travail et le commerce des esclaves étaient essentiels pour l'économie du Brésil et d'autres colonies d'Amérique, et les jésuites ne se ont habituellement pas élevés contre l'asservissement des peuples africains,.

### Les incursions françaises
La richesse potentielle du Brésil tropical conduit les Français, qui ne reconnaissent pas le traité de Tordesillas, à tenter de coloniser des parties de la colonie portugaise. En 1555, le huguenot Nicolas Durand de Villegaignon fonde une colonie sur une île en face de l'actuelle ville de Rio de Janeiro, dans la baie de Guanabara. La colonie, nommée France antarctique, conduit à des conflits avec le gouverneur général Mem de Sá, qui mène la guerre contre la colonie en 1560. Estácio de Sá, un neveu du gouverneur, fonde Rio de Janeiro en 1565 et réussit à expulser les colons français en 1567. Les prêtres jésuites Manuel da Nóbrega et José de Anchieta contribuent à la victoire des Portugais en pacifiant les indigènes qui ont appuyé les Français.
Une autre colonie française, la France équinoxiale, est fondée en 1612 à l'emplacement de l'actuelle ville de São Luís, dans le Nord du Brésil. En 1614, ces Français sont expulsés du Brésil par les Portugais.

## L'ère de la canne à sucre

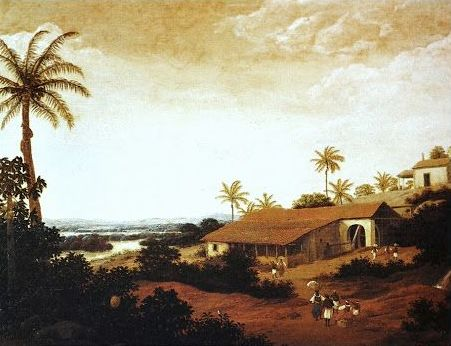
Une ferme (engenho) cultivant la canne à sucre dans la colonie de Pernambouc par le peintre hollandais Frans Post (XVIIe siècle).

Lorsque les Portugais se rendent compte que leurs premières tentatives pour trouver de l'or ou de l'argent ont échoué, ils adoptent une économie fondée sur la production de biens agricoles qui doivent être exportés vers l'Europe. Ils produisent du tabac, du coton, de la cachaça et d'autres produits agricoles, mais le sucre devient de loin le produit agricole le plus important du Brésil colonial jusqu'au début du xviiie siècle. Les premières exploitations de canne à sucre sont créées au milieu du xvie siècle et sont la clé de la réussite des capitaineries de São Vicente et de Pernambouc, plantations de canne à sucre qui se propagent rapidement à d'autres zones côtières du Brésil. La période où l'économie brésilienne est basée sur la canne à sucre (1530-vers 1700) est connue comme l'« ère de la canne à sucre » dans l'histoire du Brésil,.
La canne à sucre est cultivée sur de vastes parcelles de terre, récoltée et transformée dans les engenhos, les locaux où la canne à sucre est pressée et le sucre extrait. Au fil du temps, le terme engenho va s'appliquer à l'ensemble de l'exploitation. Les bâtiments de la ferme comprennent une casa-grande (grande maison) où vit le propriétaire de la ferme avec sa famille, et la senzala, où sont gardés les esclaves.
Au départ, les Portugais utilisent des esclaves aborigènes pour récolter et travailler la canne à sucre mais ils vont très vite commencer à importer des esclaves noirs africains. Le Portugal possède plusieurs établissements commerciaux en Afrique occidentale, où il achète des esclaves auprès de marchands africains. Ces esclaves sont ensuite expédiés par bateau vers le Brésil, entassés et enchaînés dans les cales. L'idée d'utiliser des esclaves africains dans les fermes coloniales pratiquant la monoculture est également adoptée par d'autres puissances coloniales européennes lors de la colonisation des régions tropicales d'Amérique (c'est le cas de l'Espagne à Cuba, de la France à Haïti, des Pays-Bas aux Antilles néerlandaises et de l'Angleterre à la Jamaïque),.
Les Portugais restreignent sévèrement le commerce colonial, ce qui signifie que le Brésil n'est autorisé à exporter et importer des marchandises qu'en provenance du Portugal et d'autres colonies portugaises. Le Brésil  exporte du sucre, du tabac, du coton et des produits indigènes et importe du vin, de l'huile d'olive, des textiles et des produits de luxe, éventuellement en provenance d'autres pays européens, avec le Portugal. L’Afrique joue un rôle essentiel en tant que fournisseur d'esclaves, et les marchands d'esclaves échangent fréquemment de la cachaça, un alcool obtenu à partir de la canne à sucre, et des coquillages, contre des esclaves. Ce système de troc au cours de la période coloniale est maintenant connu sous le nom de « commerce triangulaire » entre l'Europe, l'Afrique et l'Amérique.
Même si le sucre brésilien est réputé pour sa grande qualité, son industrie doit faire face à une crise aux xviie et xviiie siècles lorsque les Hollandais et les Français commencent à produire du sucre aux Antilles, situées beaucoup plus près de l'Europe, entraînant une baisse du prix du sucre.

### L'union avec l'Espagne et les incursions hollandaises
En 1580, une crise de succession conduit le Portugal à sceller une union personnelle avec l'Espagne sous la direction du roi Philippe II. L'unification des deux royaumes, connue sous le nom d'Union ibérique, dure jusqu'en 1640, mais les institutions des deux royaumes restent séparées. Les Pays-Bas (les Dix-Sept Provinces) obtiennent leur indépendance vis-à-vis de l'Espagne en 1581, ce qui conduit Philippe II à interdire le commerce avec les navires hollandais, y compris au Brésil. Comme ces derniers ont investi des sommes importantes dans le financement de la production de sucre dans le Nord-Est du Brésil, un conflit commence, des corsaires hollandais pillant la côte : ils saccagent Salvador en 1604, en emportant une grande quantité d'or et d'argent avant qu'une flotte commune hispano-portugaise reprenne la ville.
De 1630 à 1654, les Hollandais mettent en service des échanges commerciaux permanents avec Recife et Olinda, et avec la prise de Paraiba, en 1635, ils contrôlent la longue bande de côte la plus accessible aux Européens (Brésil hollandais), sans toutefois pénétrer à l'intérieur du pays. Les grands navires néerlandais ne pouvaient pas pénétrer dans les anses côtières où allaient et venaient les petits navires portugais. Paradoxalement, le résultat du contrôle de la côte par les Néerlandais provoque une augmentation du prix du sucre à Amsterdam. Au cours de la colonisation néerlandaise des Amériques, les colons de la Compagnie des Indes occidentales au Brésil sont constamment en état de siège, en dépit de la présence de Jean-Maurice de Nassau-Siegen comme gouverneur (1637-1644) à Recife. Nassau invite des commissions scientifiques à la découverte de la flore et de la faune locales, ce qui permet une meilleure connaissance du territoire. En outre, il met sur pied un projet de ville pour Recife et Olinda, qui est partiellement réalisé, et dont des vestiges en subsistent.
Après plusieurs années de guerre ouverte, les Hollandais se retirent officiellement en 1661, le Portugais payant une dette de guerre avec du sel. Il reste peu d'influences ethniques et culturelles néerlandaises dans le Brésil actuel.

### LesQuilombos
Les travaux dans les plantations de canne à sucre et les autres domaines du nord-est du Brésil s'appuient fortement sur le travail des esclaves, la plupart originaires d'Afrique équatoriale. Depuis le début du XVIIe siècle, des esclaves s'enfuient pour s'organiser en communautés dans l'arrière-pays. Ces communautés, appelées mocambos et quilombos, sont composées non seulement d'anciens esclaves africains mais aussi de personnes d'origine autochtone. Le plus grand d'entre eux est le quilombo dos Palmares, situé dans l'actuel état d'Alagoas, gouverné par le dirigeant semi-mythique Ganga Zumba et son successeur, Zumbi. Les Hollandais et les Portugais tentent à plusieurs reprises de reprendre Palmares, jusqu'à ce qu'une armée dirigée par le célèbre Domingos Jorge Velho réussisse à détruire le quilombo et à tuer Zumbi en 1695. Parmi les nombreux quilombos qui ont existé au Brésil, certains ont survécu en tant que communautés rurales isolées.

## Expansion intérieure:entradasetbandeiras
À partir du XVIe siècle plusieurs explorations sont lancées à l'intérieur du Brésil, principalement pour essayer de trouver des minies de métaux précieux, comme les mines d'argent trouvées en 1546 par les Espagnols à Potosí (aujourd'hui en Bolivie). Comme les colons ne trouvent aucune mine dans un premier temps, la colonisation se limite à la côte où le climat et le sol sont adaptés à la plantation de la canne à sucre, les expéditions vers le centre du pays étant limitées.
Elles sont divisées en deux types : les entradas et les bandeiras. Les entradas sont faites au nom de la couronne portugaise et sont financées par le gouvernement colonial. Leur objectif principal est de trouver des mines d'or ou d'argent, ainsi que d'explorer et cartographier un territoire inconnu. Les bandeiras, d'un autre côté, sont parrainées par des initiatives privées et réalisées principalement par des colons de la région de São Paulo (les « Paulistes »). Les expéditions des bandeirantes, comme on appelle ces aventuriers, cherchent à obtenir des esclaves indigènes et des richesses minérales. Les Paulistes, qui à l'époque sont pour la plupart d'ascendance portugaise ou métis indigène, connaissent toutes les anciennes voies autochtones (peabirus) à l'intérieur du Brésil et sont habitués aux conditions difficiles de ces explorations.
À la fin du XVIIe siècle, des bandeirantes découvrent de l'or au centre du Brésil, dans la région de Minas Gerais, ce qui provoque une ruée vers l'or et une croissance de la population spectaculaire du Brésil au cours du XVIIIe siècle. En outre, les expéditions étendent vers l'ouest les frontières du Brésil, bien au-delà des limites fixées par le traité de Tordesillas.

## L'ère de l'or (XVIIIesiècle)

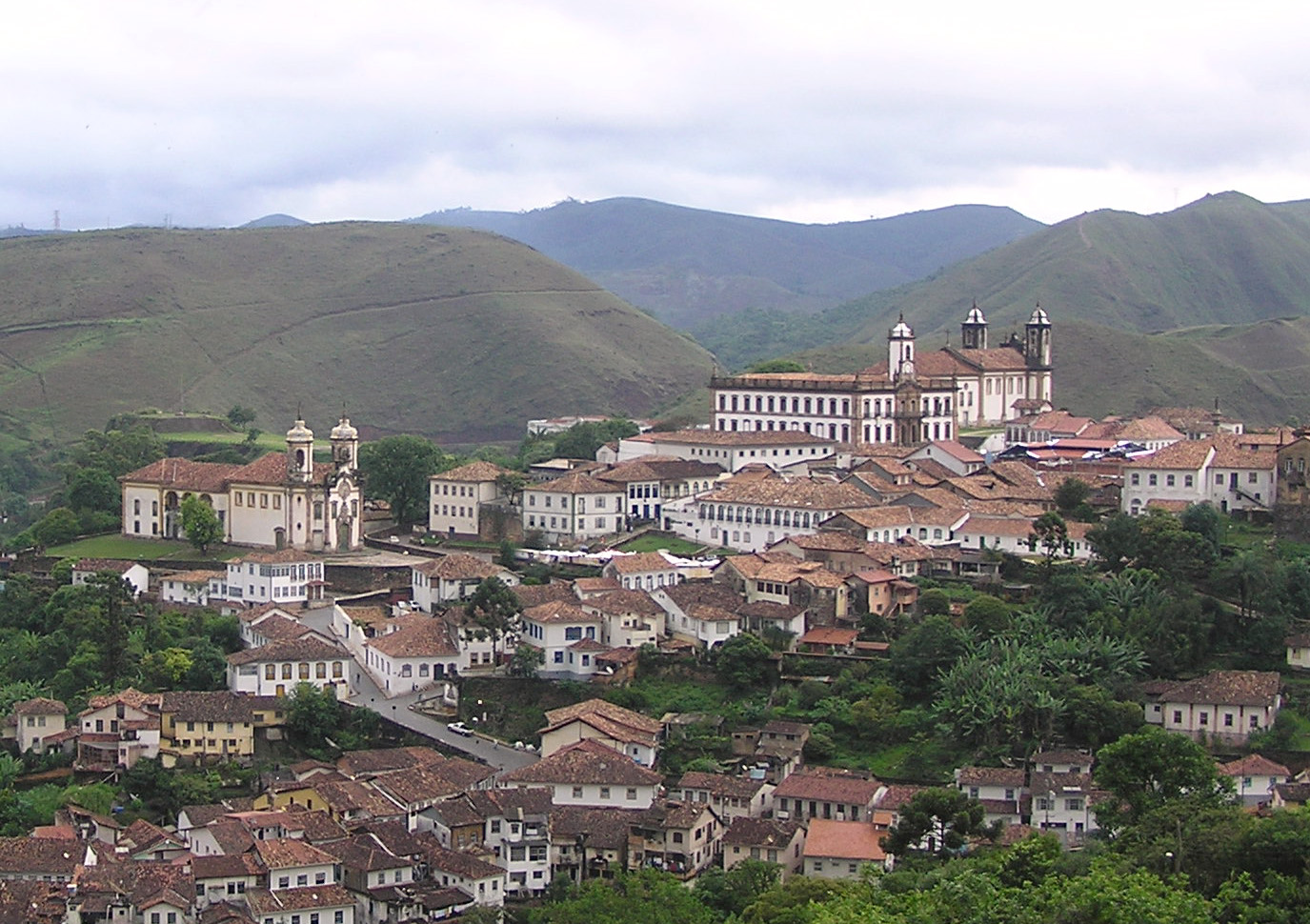
Ouro Preto, un des principaux villages fondés durant la ruée vers l'or dans le Minas Gerais. Le village a su garder son apparence coloniale jusqu'à aujourd'hui.

La découverte d'or est accueillie avec beaucoup d'enthousiasme par le royaume du Portugal, qui connaît une récession sensible après des années de luttes militaires et maritimes contre l'Espagne et les Pays-Bas. Il s'ensuit une ruée vers l'or, avec des gens provenant d'autres régions du Brésil mais aussi du Portugal, envahissant la région au cours de la première moitié du XVIIIe siècle. Une grande partie de l'intérieur du Brésil où de l'or est extrait devient connue sous le nom de Minas Gerais (Mines générales). Ces mines d'or sont la principale activité économique du Brésil colonial au XVIIIe siècle. Au Portugal, l'or est principalement utilisé pour acheter des biens industriels intermédiaires destinés aux manufactures et fabriques d'armes et de textiles, provenant essentiellement d'Angleterre et, en particulier sous le règne du roi Jean V, pour construire de somptueux monuments baroques comme le couvent de Mafra. En plus de l'or, des gisements de diamants sont également localisés en 1729 dans le village de Tijuco, devenu aujourd'hui Diamantina.
Dans le paysage vallonné de Minas Gerais, l'or se trouve dans les dépôts alluviaux des ruisseaux et est extrait en utilisant des casseroles et autres instruments similaires qui exigent peu de technologie. L'extraction de l'or est faite principalement par des esclaves. Le gouvernement portugais permet aux particuliers d'extraire de l'or, contre un cinquième (le quinto) à verser à l'administration coloniale comme impôt. Pour empêcher la contrebande et récupérer les quintos, le gouvernement ordonne en 1725 que tout l'or soit coulé en barre dans les Casas de Fundição (Maisons de coulée) et envoie des troupes dans la région pour prévenir les troubles et superviser l'exploitation minière. Cet impôt est très impopulaire dans le Minas Gerais et l'or est souvent exploité en contrebande. Finalement, le quinto contribue à des mouvements rebelles comme le Levante de Vila Rica, en 1720, et la Inconfidência Mineira, en 1789 (voir ci-dessous).
Le grand nombre d'aventuriers venant du Minas Gerais conduit à la fondation de plusieurs villages, dont les premiers sont créés en 1711 : Vila Rica de Ouro Preto, Mariana et Sabará, suivis de São João Del Rei (1713), Serro, Caeté (1714), José Pitangui (1715) et São do Rio das Mortes (1717, Tiradentes maintenant). Contrairement à d'autres régions du Brésil, les gens qui viennent s'installer au Minas Gerais le font principalement dans des villages et non dans la campagne.
En 1763, la capitale du Brésil est transférée de Salvador à Rio de Janeiro, qui est située près de la région minière et possède un port pour expédier l'or en Europe.
La production d'or diminue vers la fin du xviiie siècle, début d'une période de stagnation relative de l'arrière-pays.

### Colonisation du sud

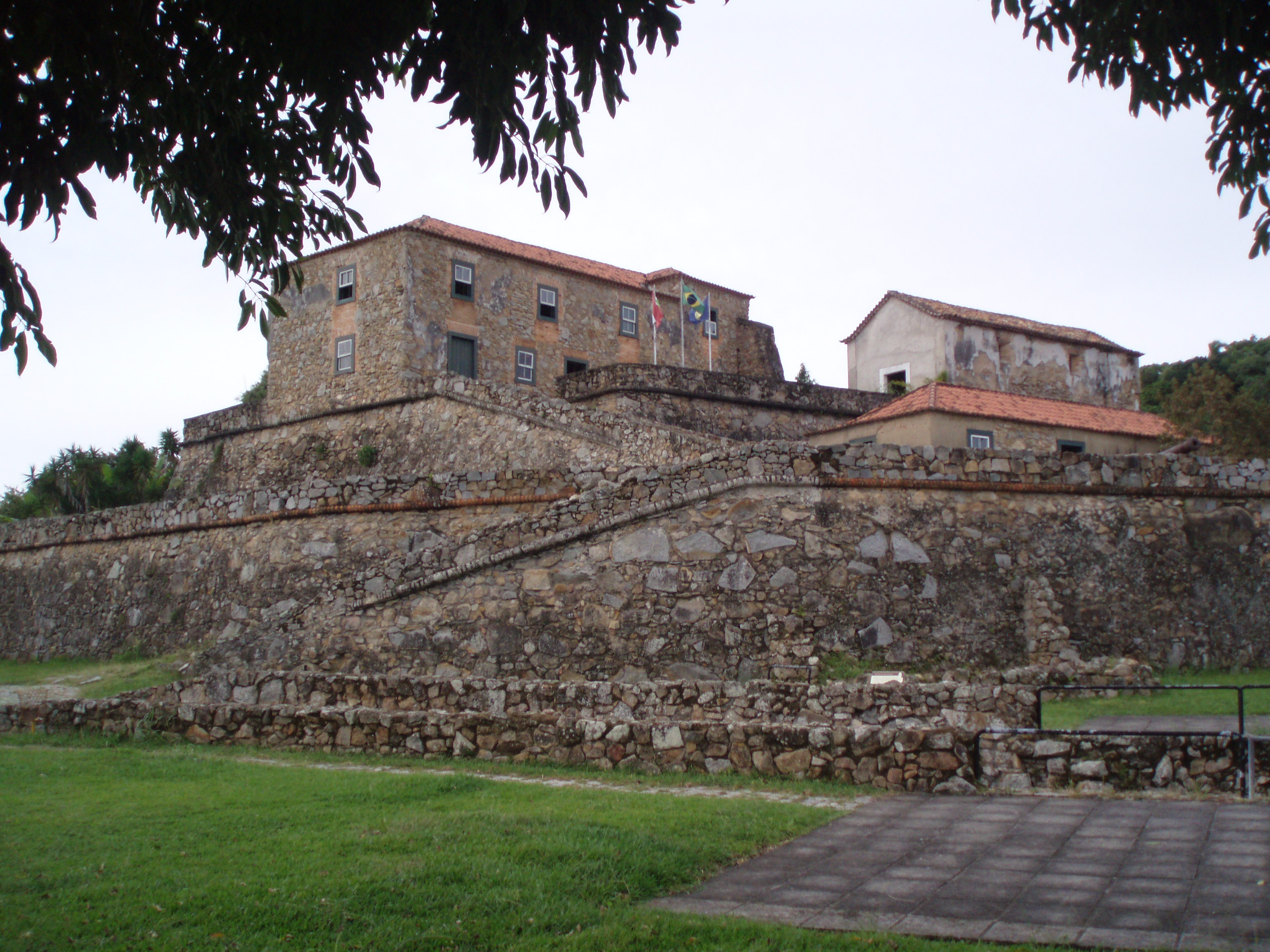
La forteresse de São José près de Florianópolis, dans le sud du Brésil.

Pour essayer de repousser les frontières du Brésil et s'emparer des mines d'argent de Potosí, le Conselho Ultramarino (conseil d'outre-mer) portugais ordonne au gouverneur Manuel Lobo de créer une colonie sur la rive nord du Rio de la Plata, dans une région qui en toute légalité appartient à l'Espagne. En 1679, Manuel Lobo fonde Colonia del Sacramento en face de Buenos Aires. Le village fortifié devient rapidement un point important du commerce illicite entre les colonies espagnoles et portugaises. L'Espagne et le Portugal se disputent l'enclave à plusieurs reprises (1681, 1704, 1735).
En plus de Colonia del Sacramento, plusieurs établissements sont créés au sud du Brésil à la fin des XVIIe et XVIIIe siècles, certains avec des paysans provenant de l'archipel des Açores. Les villes fondées durant cette période comprennent Curitiba (1668), Florianópolis (1675), Rio Grande (1736), Porto Alegre (1742) et d'autres et contribuent à maintenir le sud du Brésil fermement sous contrôle portugais.
Les conflits sur les frontières coloniales du Sud conduisent à la signature du traité de Madrid (1750), dans lequel l'Espagne et le Portugal acceptent une expansion considérable du Brésil vers le sud-ouest. Selon le traité, Colonia del Sacramento doit être cédé à l'Espagne en échange du territoire de São Miguel das Missões, une région occupée par les Jésuites et consacrée à l'évangélisation des indigènes guaranis. La résistance opposée par les jésuites et les Guaranís conduit à la guerre des Guaranis (1756), au cours de laquelle les troupes portugaises et espagnoles détruisent les missions. Colonia del Sacramento va changer de mains jusqu'en 1777, quand elle sera définitivement conquise par le gouverneur de Buenos Aires.

### L’Inconfidência Mineira

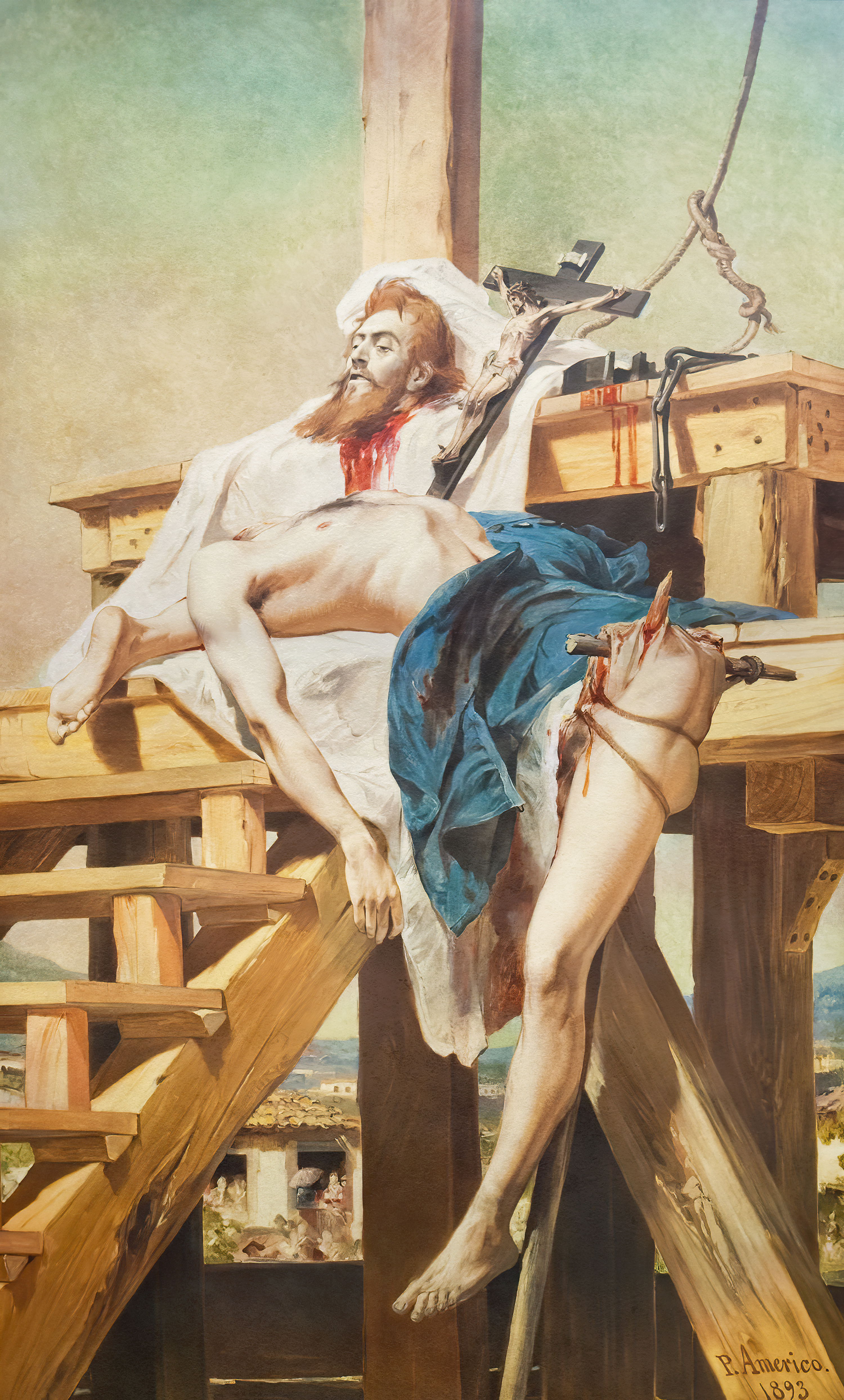
Représentation du cadavre découpé de Tiradentes, par le peintre brésilien Pedro Américo (1893).

En 1788-1789, Minas Gerais est le cadre de la plus importante conspiration contre les autorités coloniales, l’Inconfidência Mineira (conjuration minière). Elle est inspirée par les idéaux des philosophes libéraux français du Siècle des Lumières et la révolution américaine réussie de 1776. Les conspirateurs appartiennent pour la plupart à la classe supérieure blanche de Minas Gerais. Beaucoup avaient étudié en Europe, en particulier à l'université de Coimbra et certains avaient des dettes importantes envers le gouvernement colonial. Dans le contexte de baisse de production d'or, le gouvernement portugais décide d'exiger le remboursement de toutes les dettes (derrama) ce qui a été une des principales causes de la conjuration complot. Les conspirateurs veulent créer une République dans laquelle le président sera choisi par des élections démocratiques. La capitale en serait São João Del Rei et Ouro Preto deviendrait ville universitaire. La structure de la société, y compris le droit à la propriété et la possession d'esclaves, serait conservée.
Le complot est découvert par le gouvernement colonial portugais en 1789, avant que la rébellion militaire envisagée puisse avoir lieu. Onze des conjurés sont bannis vers les possessions coloniales portugaises en Angola, mais Joaquim José da Silva Xavier, surnommé Tiradentes, est condamné à mort. Il est pendu à Rio de Janeiro en 1792, et écartelé et les parties de son corps exposées dans plusieurs villes. Plus tard, il deviendra un symbole de la lutte pour l'indépendance du Brésil.
L’Inconfidência Mineira n'est pas le seul mouvement rebelle du Brésil contre les Portugais. Plus tard, en 1798, il y aura l’Inconfidência Baiana à Salvador. Dans cet épisode, qui a une plus grande participation des gens du commun, quatre personnes ont été pendues, et 41 ont été emprisonnées. Le groupe est composé des esclaves, de gens de classe moyenne et même de certains propriétaires fonciers.

## La cour royale portugaise au Brésil

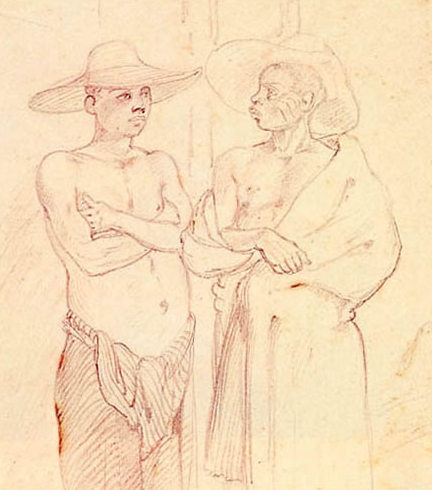
Deux esclaves au Brésil. Dessin de Johann Moritz Rugendas, début du XIXe siècle, bibliothèque nationale du Brésil.

En 1807, les troupes françaises de Napoléon Bonaparte envahissent le Portugal, allié du Royaume-Uni. Le prince régent Jean (le futur roi Jean VI de Portugal), qui gouvernait depuis 1792 au nom de sa mère, la reine Marie Ie, ordonne le transfert de la cour royale portugaise au Brésil avant d'être renversé par l'armée d'invasion.
En janvier 1808, le prince et la cour arrivent à Salvador, où il signe un règlement commercial qui ouvre le commerce entre le Brésil et les pays amis (Angleterre). Cette loi importante remplace le pacte colonial qui, jusque-là, permettait seulement au Brésil de maintenir des relations commerciales directes avec le Portugal. En mars 1808, la cour déménage à Rio de Janeiro.
En 1815, lors du congrès de Vienne, le prince Jean crée le Royaume-Uni de Portugal, du Brésil et des Algarves (Reino Unido de Portugal, Brasil e Algarves), élevant le Brésil au rang de royaume égal au Portugal. En 1816, avec la mort de la reine Marie, Prince João a été acclamé roi de Portugal à Rio de Janeiro. Ainsi, le Brésil portugais voit s'accroître son indépendance administrative et des représentants brésiliens ont été élus, en 1820, aux Cortes générales et extraordinaires de la Nation portugaise (Cortes Gerais e Extraordinárias da Nação Portuguesa), chargées d'établir une monarchie parlementaire.
Parmi les mesures importantes prises par le prince Jean dans ses dernières années au Brésil figurent des incitations au développement du commerce et l'industrie, l'autorisation d'impression de journaux et de livres, la création de deux écoles de médecine, les écoles militaires et la première banque du Brésil (Banco do Brasil). À Rio de Janeiro, il crée également une fabrique de poudre, un jardin botanique, une école d'art (Escola Nacional de Belas Artes) et un opéra (Teatro São João). Toutes ces mesures font progresser considérablement l'indépendance du Brésil  et rendent inévitable la séparation politique entre les deux pays.
En raison de l'absence du roi et de l'indépendance économique du Brésil, le Portugal connait une grave crise qui oblige le roi et la famille royale à rentrer au Portugal en 1821. L'héritier de Jean VI, le prince Pierre, reste au Brésil. Les Cortes Portugais demandent au Brésil de revenir à son état antérieur de  colonie et le retour du prince héritier au Portugal. Le prince, influencé par le conseil municipal (Senado da Câmara) de Rio de Janeiro refuse de retourner au Portugal lors du célèbre Dia do Fico (9 janvier 1822). L'indépendance politique est acquise officiellement le 7 septembre 1822 et le prince est couronné empereur à Rio de Janeiro sous le nom de Pierre Ier, mettant fin à 322 années de domination coloniale du Portugal sur le Brésil, malgré le maintien de liens dynastiques voire d'union personnelle. L'empire du Brésil est né !

## Évolution territoriale du Brésil colonial

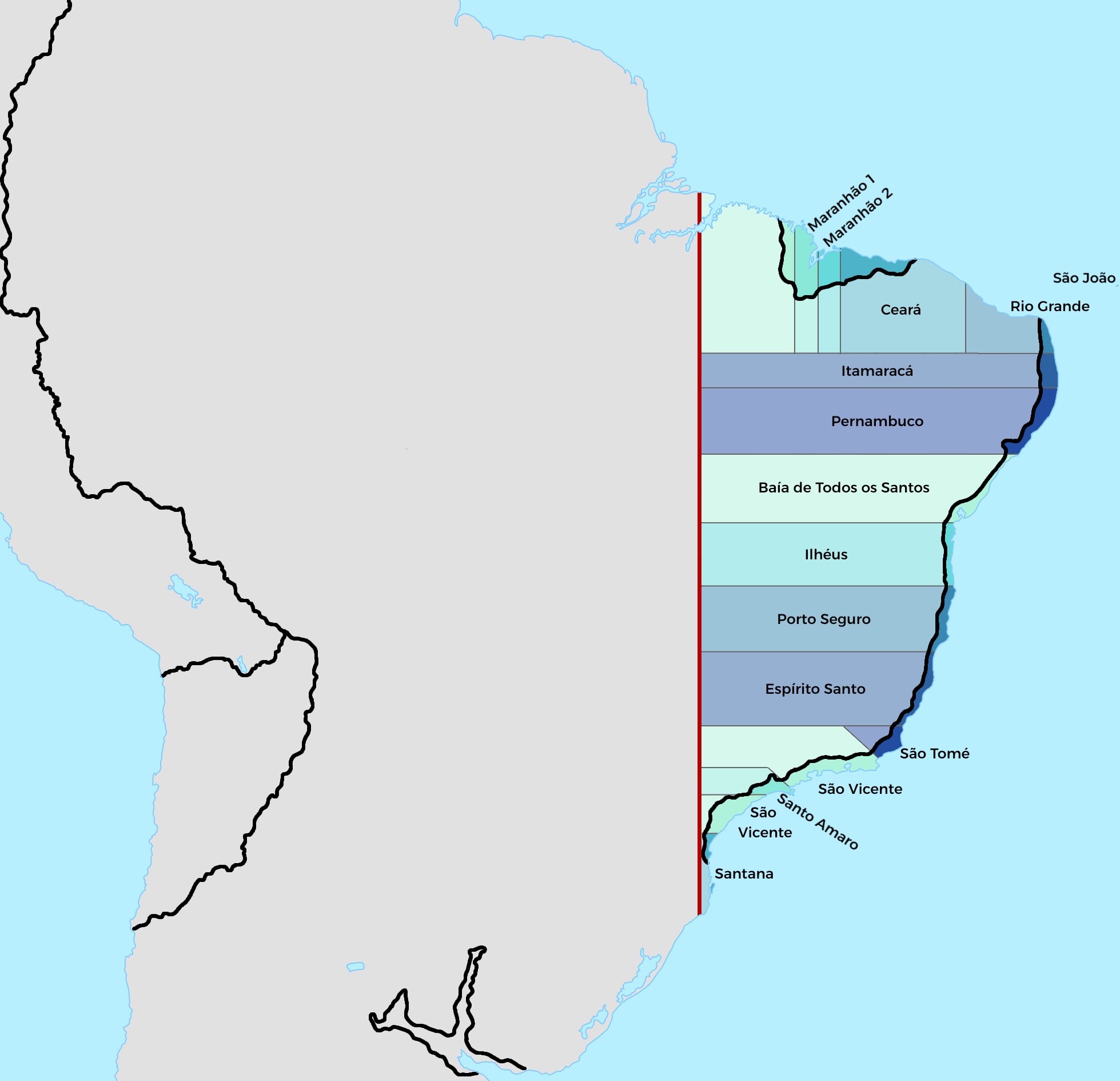
Le Brésil en 1534
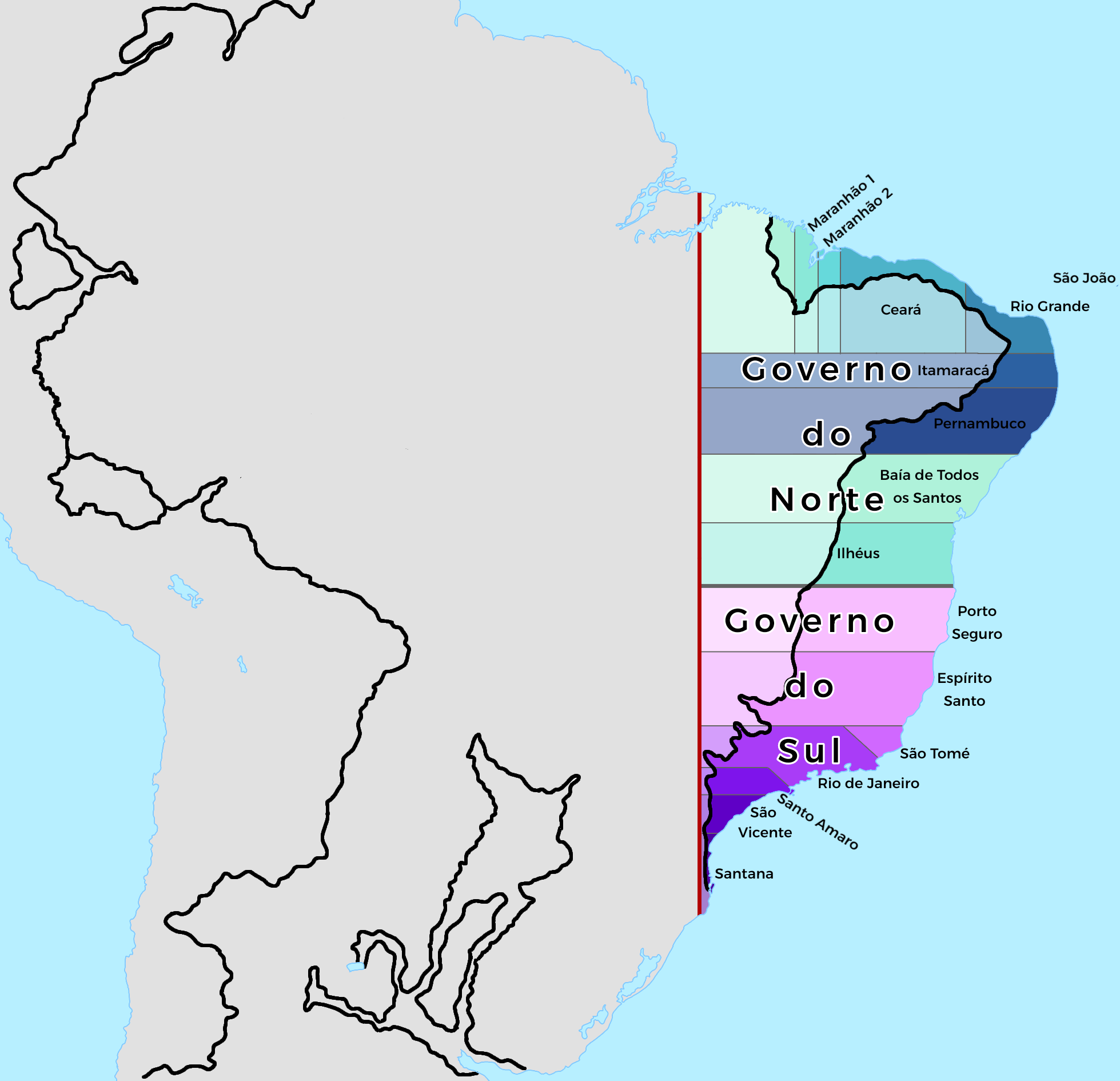
Le Brésil en 1574
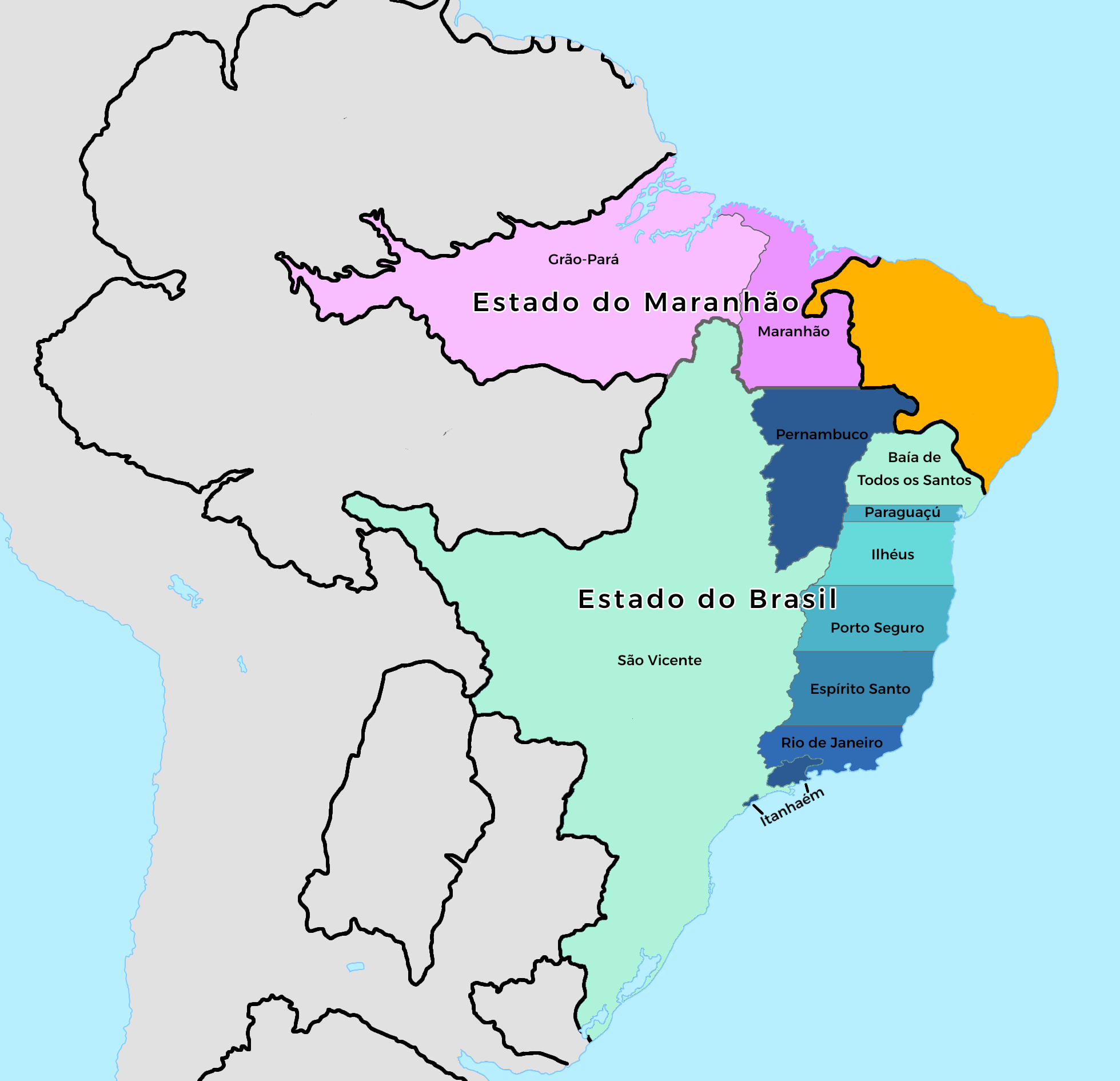
Le Brésil en 1647
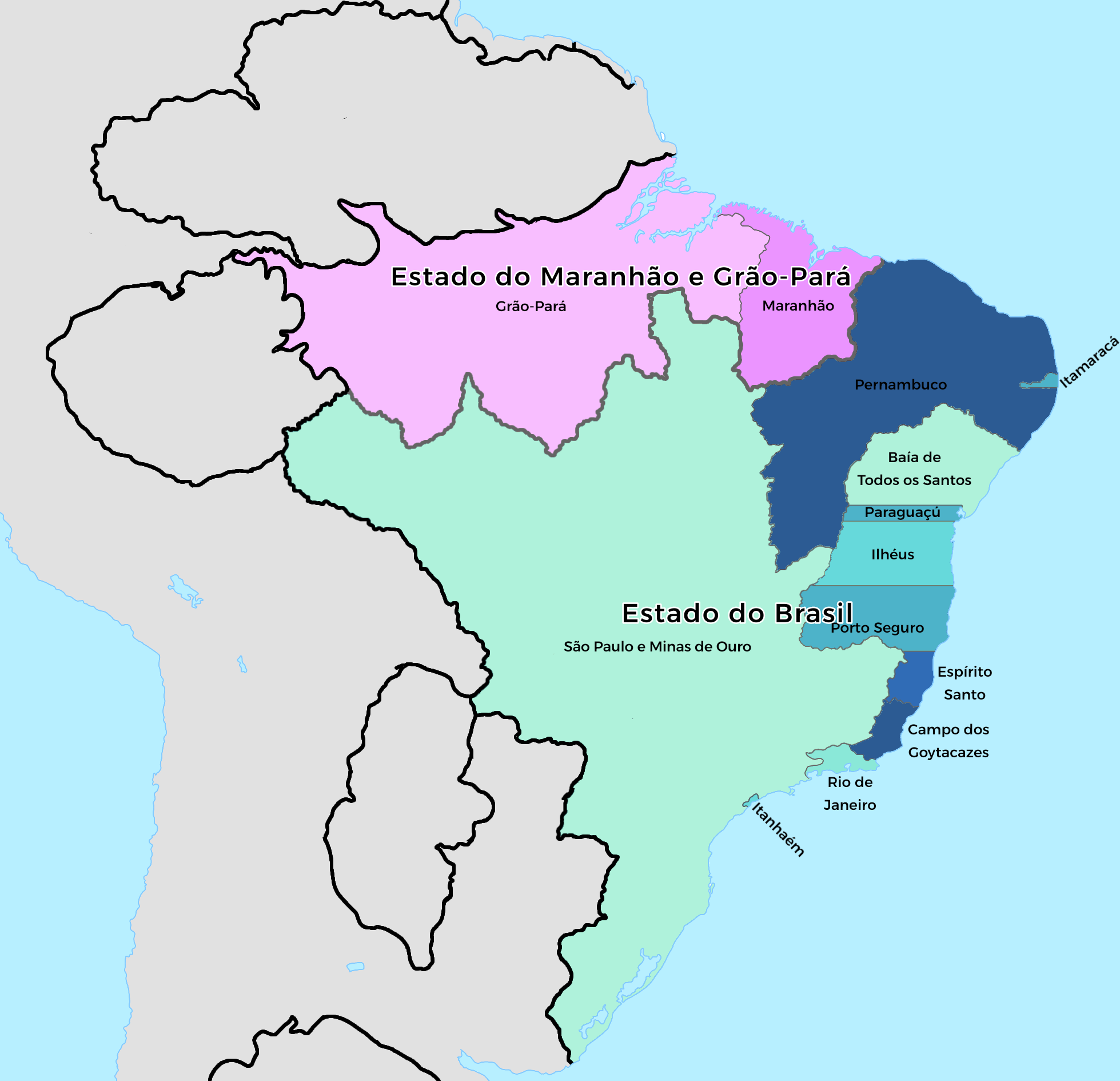
Le Brésil en 1709
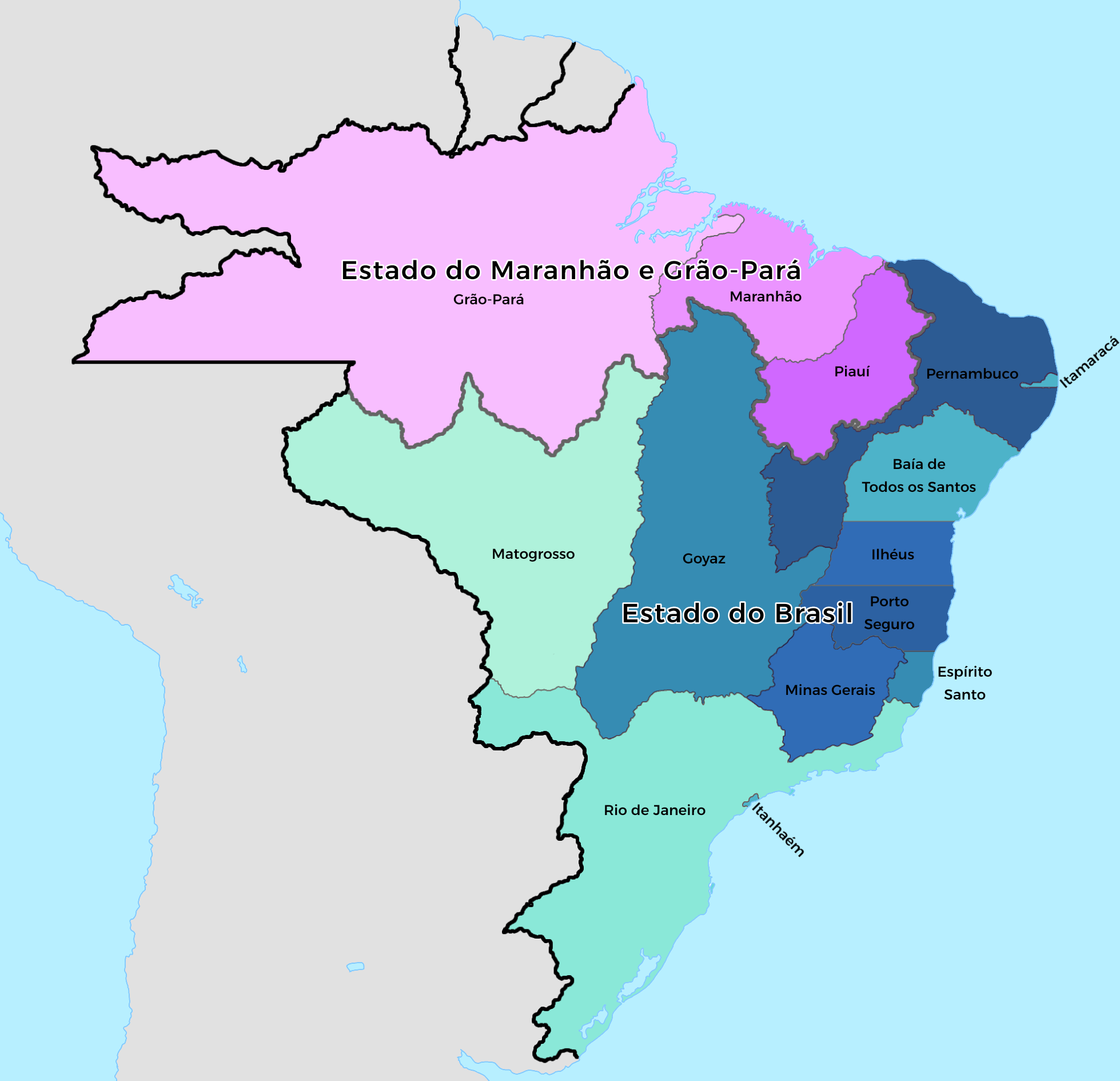
Le Brésil en 1750
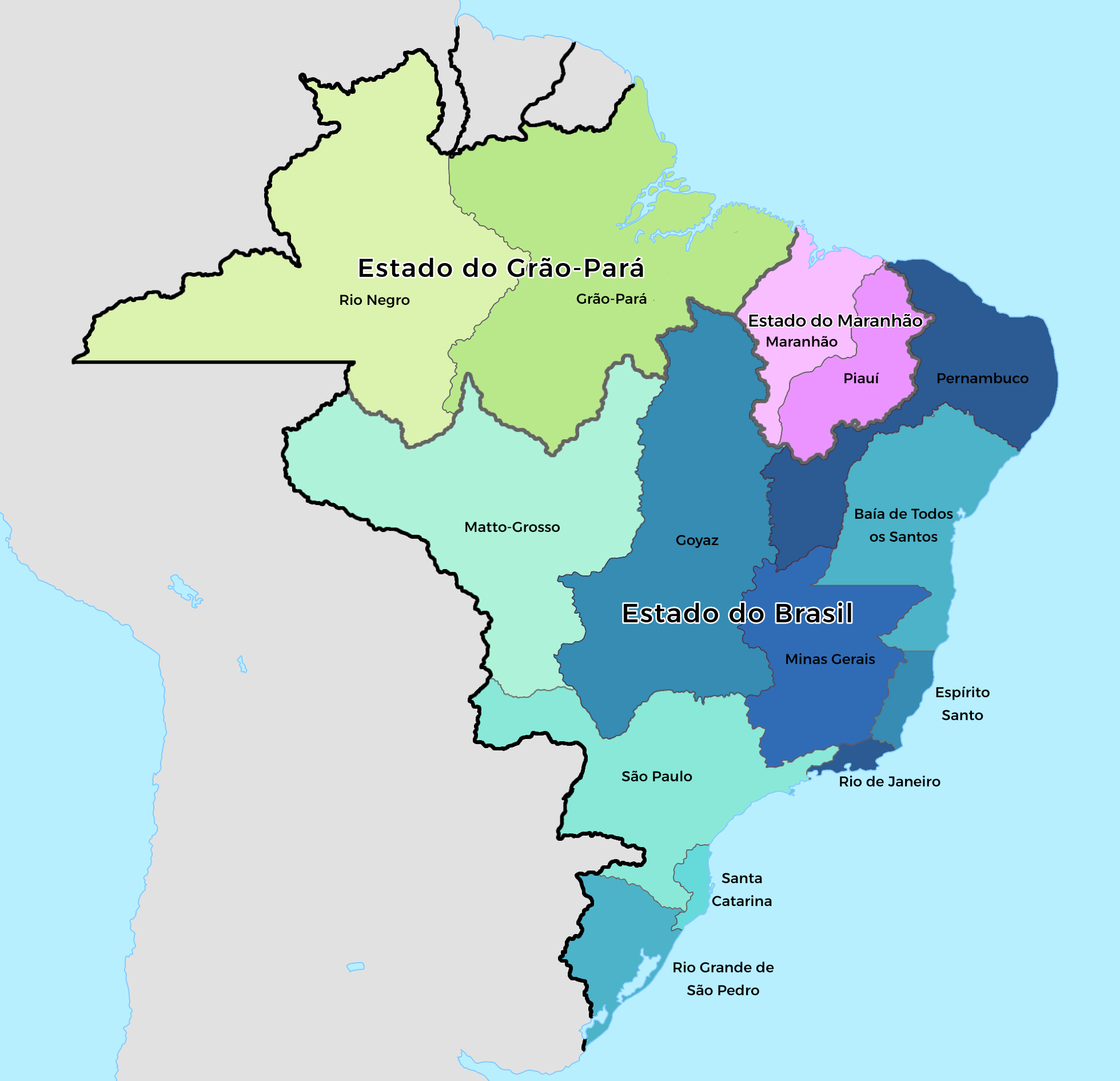
Le Brésil en 1778